# おもちゃ博物館

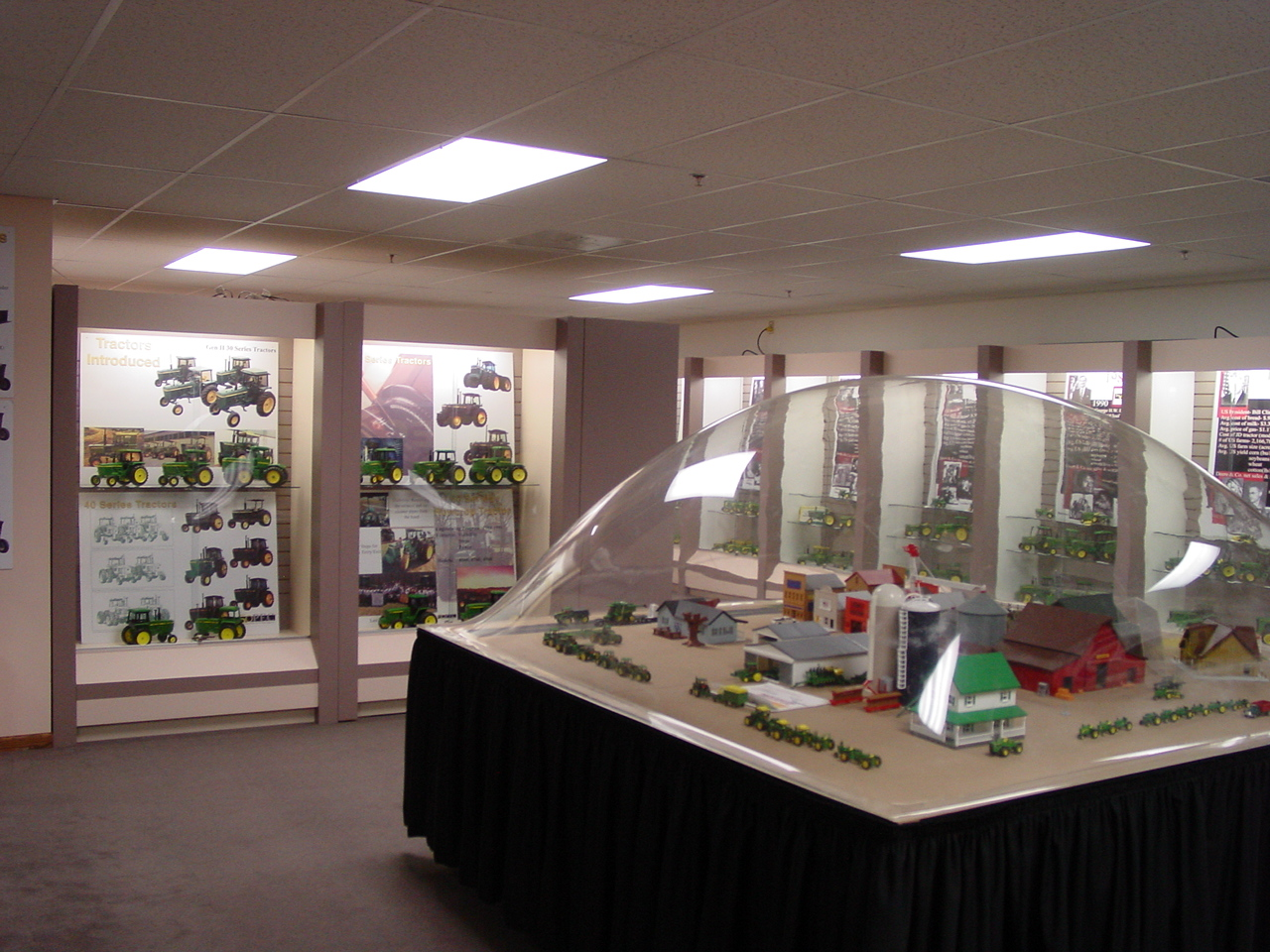
農機具のおもちゃ博物館（米国アイオワ州）

おもちゃ博物館（おもちゃのはくぶつかん）は、おもちゃを展示する博物館である。 通常、特定の文化や時代のおもちゃとその歴史を紹介する。 これは、子供向けの博物館である子供博物館とは異なり、多くの場合インタラクティブで、子供または大人を対象としており、インタラクティブな展示物、展示のみの場合がある。

## 参照項目
- 子供博物館